# 陳時舉
陳邦獻，字時擧，浙江承宣布政使司紹興府上虞（今浙江上虞縣豐惠鎮）人，明朝政治人物、進士出身。

## 生平
洪武二十一年，登進士，授監察御史，出按江西。后轉任刑部主事，升任刑部員外郎。因遭到忌恨，被罷免戍邊交趾而亡。